# Чермышево Первое
Чермышево Первое (мар. Цермышал) — деревня в Горномарийском районе Республики Марий Эл. Входит в состав Еласовского сельского поселения.

## Название
Происходит от собственного имени Цермыш, Чермыш, которое в свою очередь образовано от старого названия марийцев — «черемис». Происхождение слова «черемис» чаще всего связывают с чувашским «ҫармӑс» (сравните с татарским «чирмеш»), образованного от «сармат».

## География
Находится в юго-западной части республики Марий Эл на расстоянии приблизительно 13 км на юг от районного центра города Козьмодемьянск.

## История
Деревня существовала уже в XVI веке. Впервые «деревня Чермышево» в архивных документах упоминается в 1654 году. В 1717 году в деревне-общине «Чермышево» с выселками из неё в Акпарсовой сотне Козьмодемьянского уезда было 40 дворов (222 ясачных марийца). В 1795 году в селе Христорождественском, Чермышево тож с выселками числилось 106 дворов (626 человека), в том числе село Чермышево — 40 дворов, выселках Нуженал — 19 дворов, Писирьял — 30 дворов, Пиндуков — 11 дворов, Симулкин — 6 дворов. В 1859 году в деревне Чермышево было 63 двора (304 человека); в 1897 году в околодке Старое Чермышево — 82 двора (413 человек), в 1915 году — 84 двора с населением в 468 человек. Здесь в 1754 году была построена деревянная Христорождественская церковь, и это новокрещенское село стало называться «Христорождественское, Чермышево тож». В связи с обветшанием церкви новое каменное здание было построено по соседству в деревне Еласы. Новый центр церковного прихода получил название «село Чермышево (Еласы)», а здесь, в бывшем селе, ставшем «околодком Старое Чермышево», на месте деревянной церкви были поставлены каменная и деревянная часовни. Со временем это селение стало называться и «село Старое Чермышево», и «деревня Чермышево Первое». В 1921 году в деревне Чермышево Первое в 83 дворах проживало 356 человек; из них 15 — русские; 341 — марийцы), а в 1925 году — 414 человек. В 2001 году здесь было 82 двора, в том числе 11 пустующих. В советское время работали колхозы «Искра», «Коммунизм», позднее СПК «Еласовский».

## Население
Население составляло 194 человека (горные мари 98 %) в 2002 году, 154 в 2010.

## Известные уроженцы
Шереметева Екатерина Игнатьевна (1899—1976) — марийский советский государственный, партийный и административный деятель. Председатель Йошкар-Олинского городского совета Марийской автономной области (1928—1929). Член РКП(б) с 1919 года, член Марийского областного исполкома (1929—1931). Участница Гражданской войны в России и Великой Отечественной войны.